# Turning Into You
«Turning Into You» és el vint-i-vuitè senzill de la banda californiana The Offspring, publicat com a segon i darrer senzill de l'àlbum Days Go By, el 14 d'octubre de 2012. Fou la primera cançó enregistrada amb Pete Parada a la bateria, tot i que formava part de la banda des de 2007.

## Llista de cançons
| Núm. | Títol              | Durada |
| ---- | ------------------ | ------ |
| 1.   | «Turning Into You» | 3:42   |